# Angelina Cabras
Angelina Cabras (Oristano, 23 de dezembro de 1898) foi uma matemática e física italiana.

## Vida e carreira
Obteve graus de bacharel em matemática na Universidade de Turim em 1924 e em física na Universidade de Cagliari em 1927. Lecionou física matemática em Cagliari, onde foi depois para o Instituto de Física Teórica. Pesquisou sobre dinâmica de corpos rígidos em dimensão superior, teoria da relatividade e indutância.
Foi palestrante convidada do Congresso Internacional de Matemáticos em Bolonha (1928: Fenomeni transitori in un ponte di Wheatstone a constituzione complessa).